# Holoplites
Holoplites is een geslacht van kreeftachtigen uit de klasse van de Malacostraca (hogere kreeftachtigen).

## Soort
- Holoplites armata (A. Milne-Edwards, 1880)